# Xumetó
Xumetó (Xumeto), indijanski narod koji je živio na planinskom području Serra da Mantiqueira u Brazilskoj državi Rio de Janeiro. Jezično su pripadali, prema Loukotki, porodici Puri-Coroado